# Wilhelm Waiblinger
Wilhelm Waiblinger (21 de noviembre de 1804 - 17 o 30 de enero de 1830) fue un poeta romántico alemán, principalmente recordado por su amistad con Friedrich Hölderlin.

## Biografía
Fue estudiante de Teología en Tübingen durante la década de 1820, cuando Frederich Hölderlin, ya enfermo de la mente, vivía allí como recluso en la casa de un carpintero. Waiblinger, quien solía visitar al poeta y llevarlo a dar paseos, escribiría una biografía de Hölderlin publicada poco después Hölderlins Leben, Dichtung und Wahnsinn ("La vida, poesía y demencia de Hölderlin"). A finales de la década de 1820, Waiblinger abandonó Tübingen y se mudó a Italia. Falleció en Roma de neumonía, a los veinticinco años de edad. Sus restos descansan en el Cementerio protestante de Roma.

## Legado
En su relato corto Im Presselschen Gartenhaus ("En el jardín de Pressel", 1913), Hermann Hesse describió una visita de Waiblinger y el poeta Eduard Mörike, ambos jóvenes estudiantes de Teología en Tubingen, a Hölderlin, quien había estudiado la misma carrera décadas atrás.
El escritor alemán Peter Härtling escribió una biografía inspirada en la vida de Wilhelm Waiblinger.